# 尾張旭市立本地原小学校
尾張旭市立本地原小学校（おわりあさひしりつ ほんじがはらしょうがっこう）は愛知県尾張旭市南新町にある公立の小学校。

## 概要
- 校区は上の山町（一部）、北本地ケ原町、東本地ケ原町、南本地ケ原町、長坂町、晴丘町、南栄町、南新町、緑町であり、児童は尾張旭市立旭中学校に進学する[1][2]。
- 校区はかつて大日本帝国陸軍本地ヶ原演習場であった地域である。戦後開拓により1945年11月に150世帯が入植。その児童のために設置された小学校である。1970年代からこの地域の工場の増加や住宅団地の開発により児童数が急増した。

## 沿革
- 1949年（昭和24年）2月 - 本地ヶ原の入植者から、小学校建設の機運が高まる。
- 1951年（昭和26年）
  - 3月26日 - 本地ヶ原開拓組合により、旭小学校の分校として組合立旭小学校本地原分校を設置する。校舎は旧・本地ヶ原演習場の兵舎を使用する。
  - 4月3日 - 開校式を行う。児童数は92名。
- 1954年（昭和29年）1月 - 独立し、旭町立本地原小学校として開校する。
- 1965年（昭和40年）5月 - 新校舎（北館・鉄筋コンクリート造平屋）が完成する。
- 1970年（昭和45年）12月1日 - 尾張旭町に改称。市制施行し、尾張旭市となる。同時に尾張旭市立本地原小学校に改称する。
- 1972年（昭和47年）
  - 5月 - 南館（鉄筋コンクリート造3階建）が完成する。旧・兵舎の校舎を取り壊す。
  - 7月 - プールが完成する。
- 1975年（昭和50年）12月 - 体育館が完成する。
- 1977年（昭和52年）2月 - 南館を増築する。
- 1978年（昭和53年）12月 - 北館を2階建に増築する。

## 校歌
- 金子吉富作詞／森一也作曲

## 交通アクセス
- 名鉄バス本地ヶ原線「本地原小学校」バス停より徒歩すぐ。
  - 名鉄バスセンターより【33系統】「尾張旭向ヶ丘」行き。
  - 瀬戸線尾張旭駅より【33系統】「名鉄バスセンター」行き。
- 名古屋市営バス「本地住宅」バス停より徒歩5分。
  - 名古屋市営地下鉄東山線 藤が丘駅より幹藤丘1号系統。
  - 名古屋市営地下鉄東山線 本郷駅より本郷11号系統。

## 学校周辺
- 矢田川
- 尾張旭市民プール
- 新池公園
- 尾張旭市立西中学校
- 尾張旭市立瑞鳳小学校
- 名古屋市立本地丘小学校
- 愛知県立長久手高等学校
- 長久手市立北中学校
- 日立オムロンターミナルソリューションズ
- 尾張東部衛生組合晴丘センター
- 国道363号（瀬港線）

## 著名な卒業生
- 田村翔太（プロサッカー選手）